# 구세계독수리
구세계독수리(Old World vulture)는 구세계(유라시아, 아프리카 대륙)에서 발견되는 독수리류 (禿 대머리 독) 새들을 집합적으로 일컬음이다. 모든 구세계독수리는 분류학적으로 수리과에 속한다. 구세계독수리는 신세계독수리 및 콘도르와 유전적으로 그다지 가깝지 않으며, 신세계독수리처럼 예민한 후각을 가지고 있지도 않다. 구세계독수리와 신세계독수리가 모두 독수리라고 불리게 된 것은 유전적 근연성보다는 수렴진화에 따른 것이다. 구세계독수리는 수리과의 다계통군으로, 독수리아과와 수염수리아과로 나뉜다. 독수리아과는 보라매와 더 가깝고, 수염독수리아과는 수리류와 더 가깝다.
구세계독수리와 신세계독수리는 모두 청소동물이지만, 신세계독수리가 후각에 의존하는 것과 달리 구세계독수리는 거의 전적으로 시각을 통해 먹이를 찾는다. 독수리류를 정의하는 특징인 머리에 깃털이 없다는 점을 모두 공유한다. 옛날에는 이들이 대머리인 것이 썩은 고기 속에 머리를 처박고 고기를 뜯어먹기 때문이라고 여겨졌지만, 현재는 그보다 안면 과열을 피하기 위한 열적 적응의 결과로 생각된다.